# Grimming
Il Grimming (2.351 m s.l.m.) è una montagna dell'Austria. Si tratta di una delle poche vette ultra-prominenti del paese.

## Descrizione

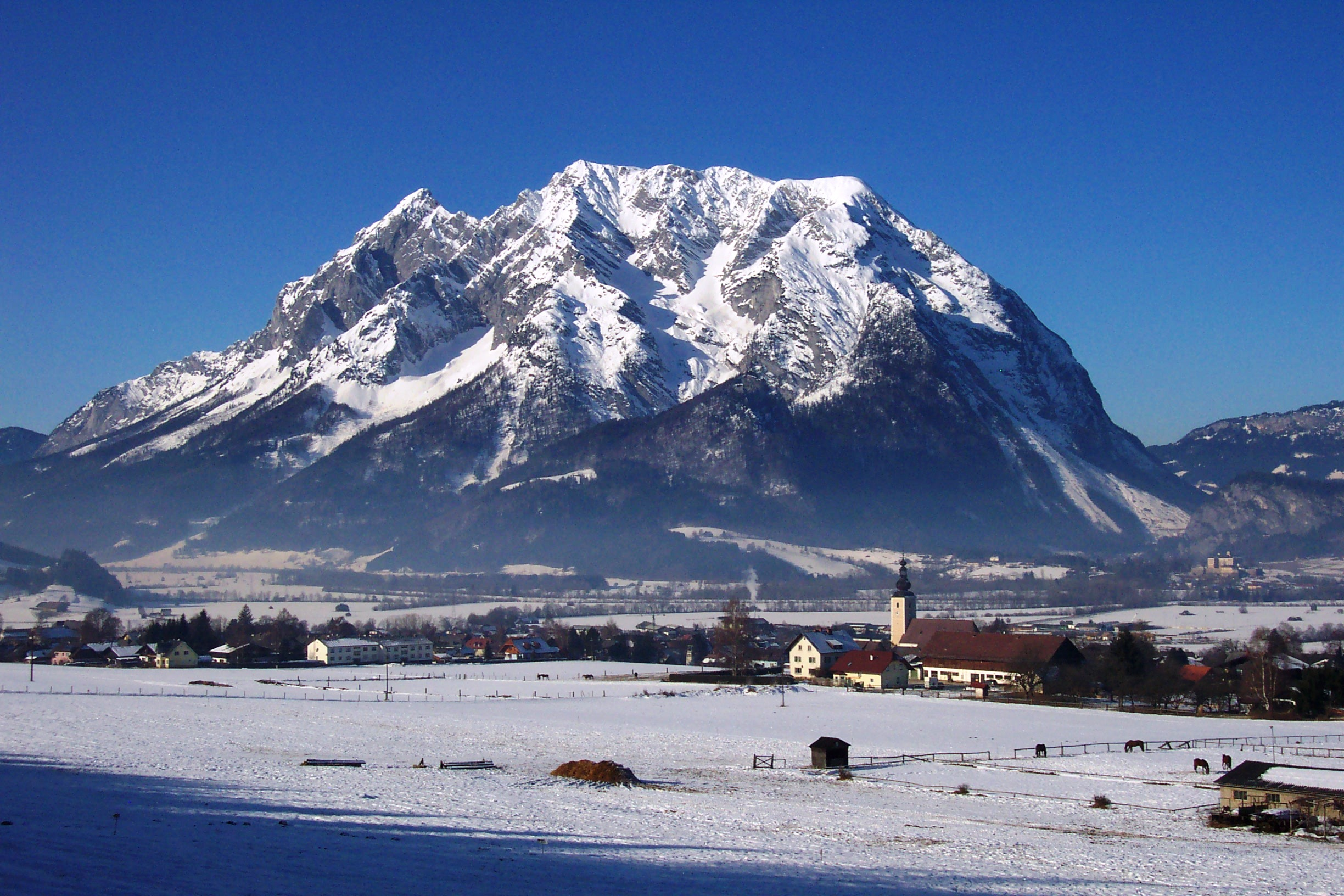
Vista da Irdning

Il Grimming si trova tra la valle dell'Enns e il Salzkammergut, ad est del massiccio del Dachstein, dal quale è separato dalla gola del Salza.

## Geologia

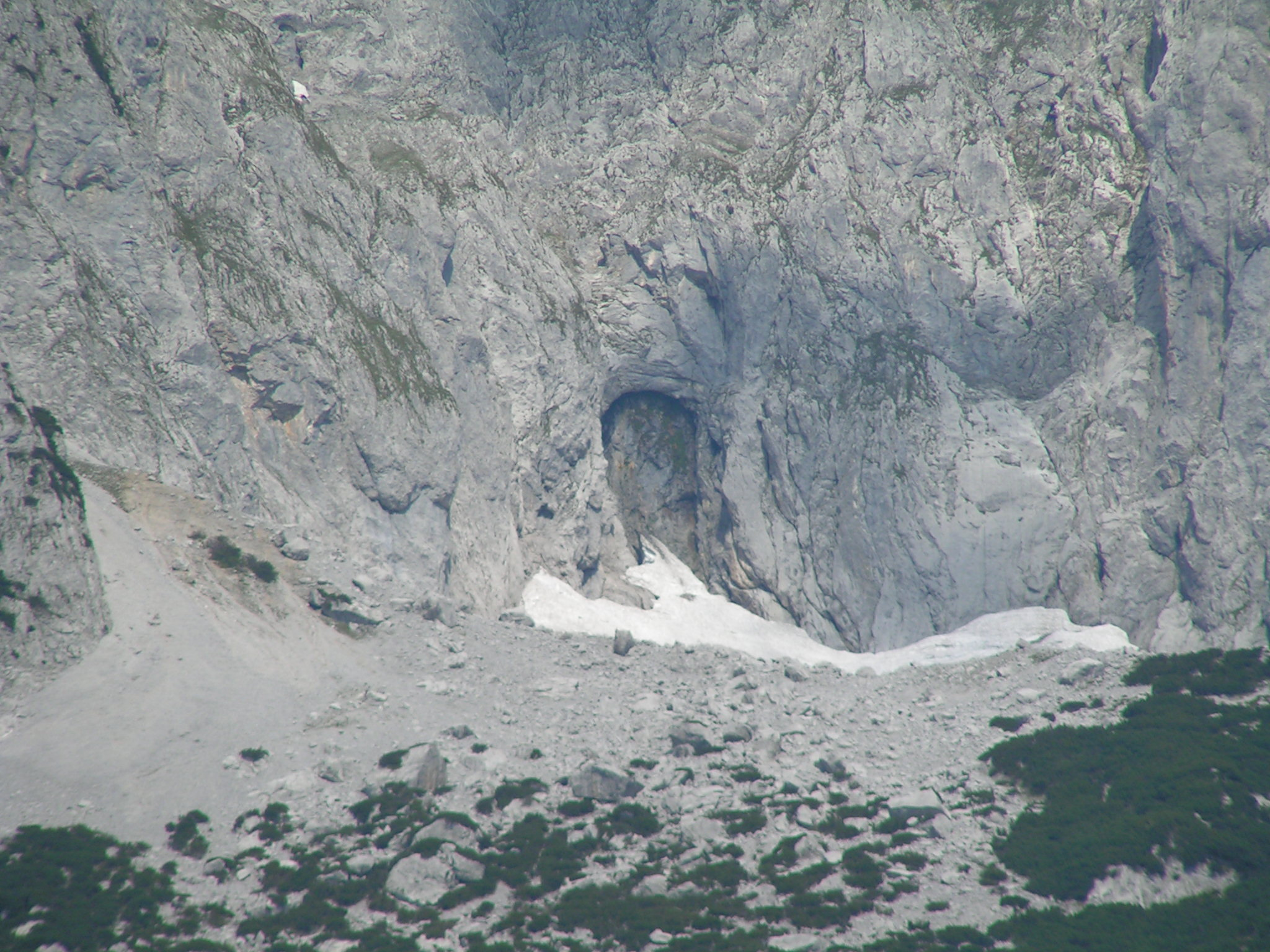
La Grimmingtor

Nonostante la lontananza dal resto dei monti del Dachstein, anche il Grimming è costituito principalmente dal Dachsteinkalk e, in effetti, si tratta di un lastrone di questa formazione rocciosa separatasi dal corpo principale.
A sud-ovest della cima principale si trova la Grimmingtor, un incavo nella parete rocciosa di circa 50 metri di altezza per 15 metri di larghezza, sovrastato da un tetto roccioso di una decina di metri di profondità. Verso est è delimitato da uno spesso costolone roccioso. Per questo, in determinate condizioni di luce, prende l'aspetto di un portale ( Tor in tedesco). Secondo una leggenda dietro questo portale sarebbe nascosto un prezioso tesoro.

## Storia
Grazie alla sua imponenza la montagna veniva descritta come Mons Styriacus altissimus, ed era considerata il rilievo più alto della Stiria. Il Grimming venne anche utilizzato come punto di riferimento geodetico nei primi rilievi topografici. Nel 1822 il luogotenente Carl Baron Simbschen eresse un caposaldo geodetico in legno sulla cima del monte.

## Accesso
La montagna è una popolare meta alpinistica. Le principali vie di salita sono:
- da Trautenfels per il Schneegrube (sud-est): è la più frequentata via di salita dalla Grimming Hut. L'itinerario venne individuato nel 1888 da Heinrich Hess;
- da Kulm (nord-ovest): con partenza sul retro del trampolino da sci, si attraversa il circo glaciale del Gipfelkar, dove in caso di emergenza si può utilizzare un vecchio ricovero;
- da Trautenfels via Kasten e Multereck: questa via scavalca prima l'anticima orientale (2.176 m),raggiungendo poi la vetta principale;
- da Niederstuttern per la "Grimming Hut", raggingendo poi la cima o percorrendo alla sua sinistra la cresta sud-orientale o tenendosi sulla destra e passando per Kasten e Multereck.

### Punti di appoggio
- Grimming Hut (966 m): si tratta dell'unico rifugio del massiccio montuoso; si trova non troppo distante dal fondovalle, e può essere raggiunto in circa un'ora da Trautenfels.
- A nord della vetta del Grimming si trova una casupola, costruita nel 1949, che può essere utilizzata come ricovero in caso di emergenza o di maltempo.

## Galleria d'immagini

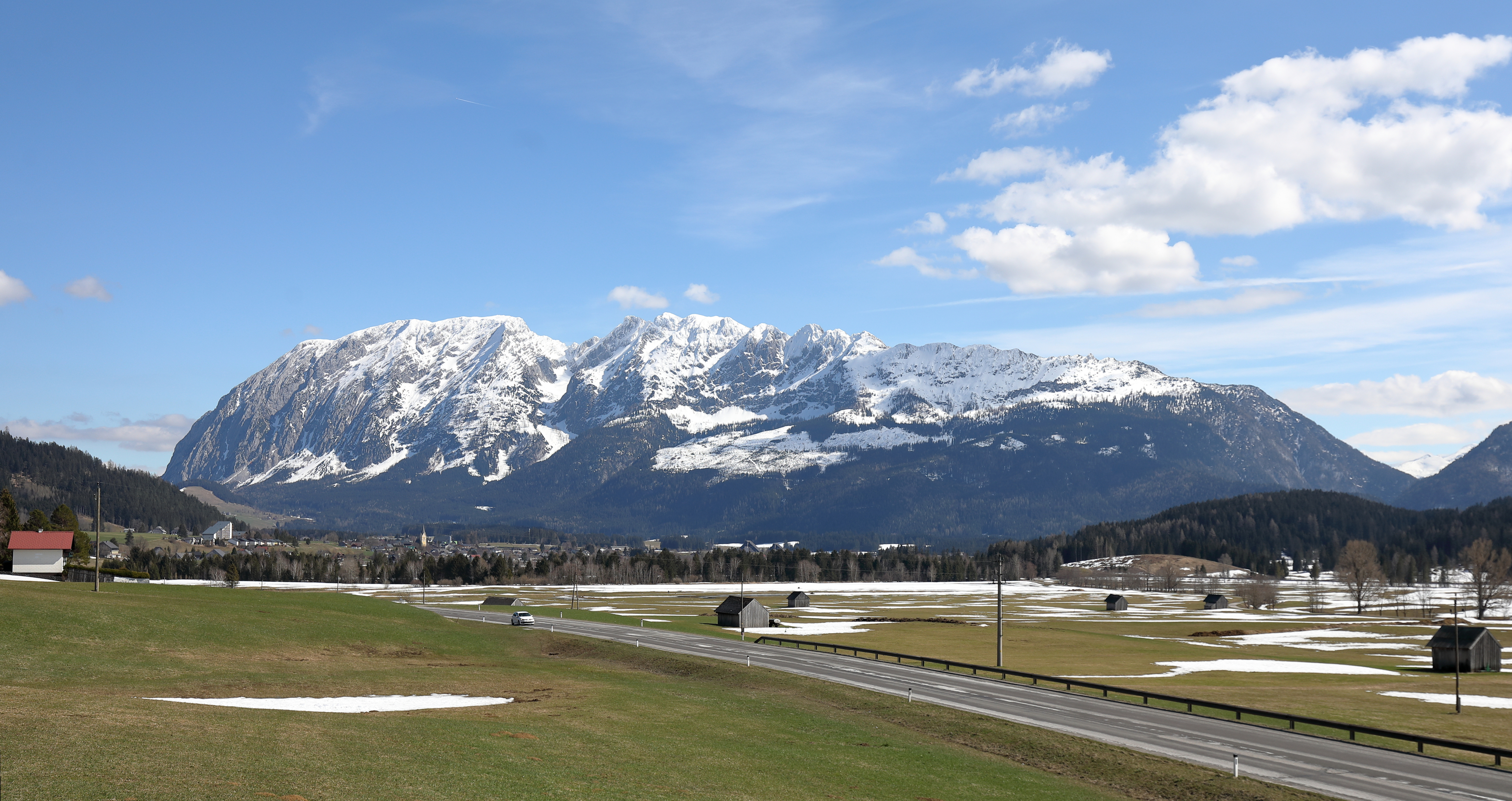
Vista del massiccio del Grimming da nord-ovest
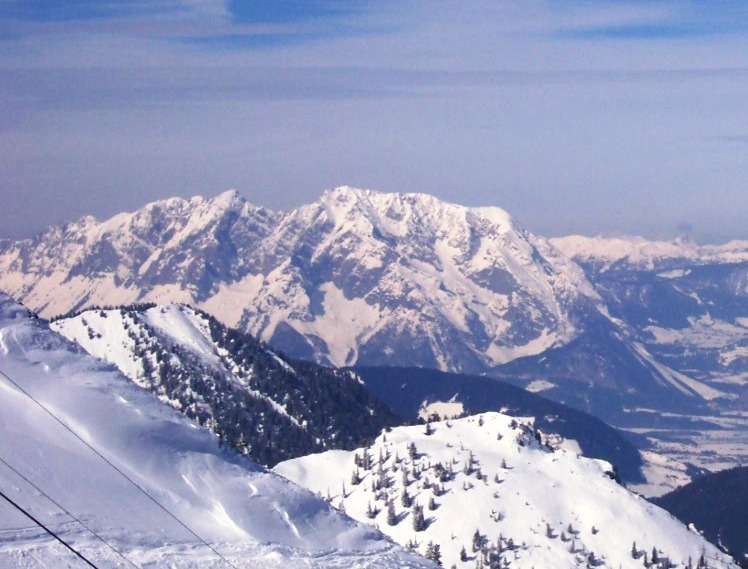
Il Grimming da Planneralm
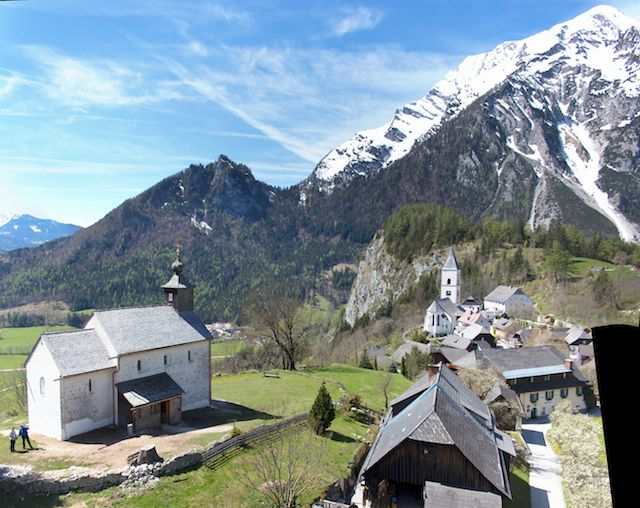
Il Tressenstein e il Grimming da Pürgg
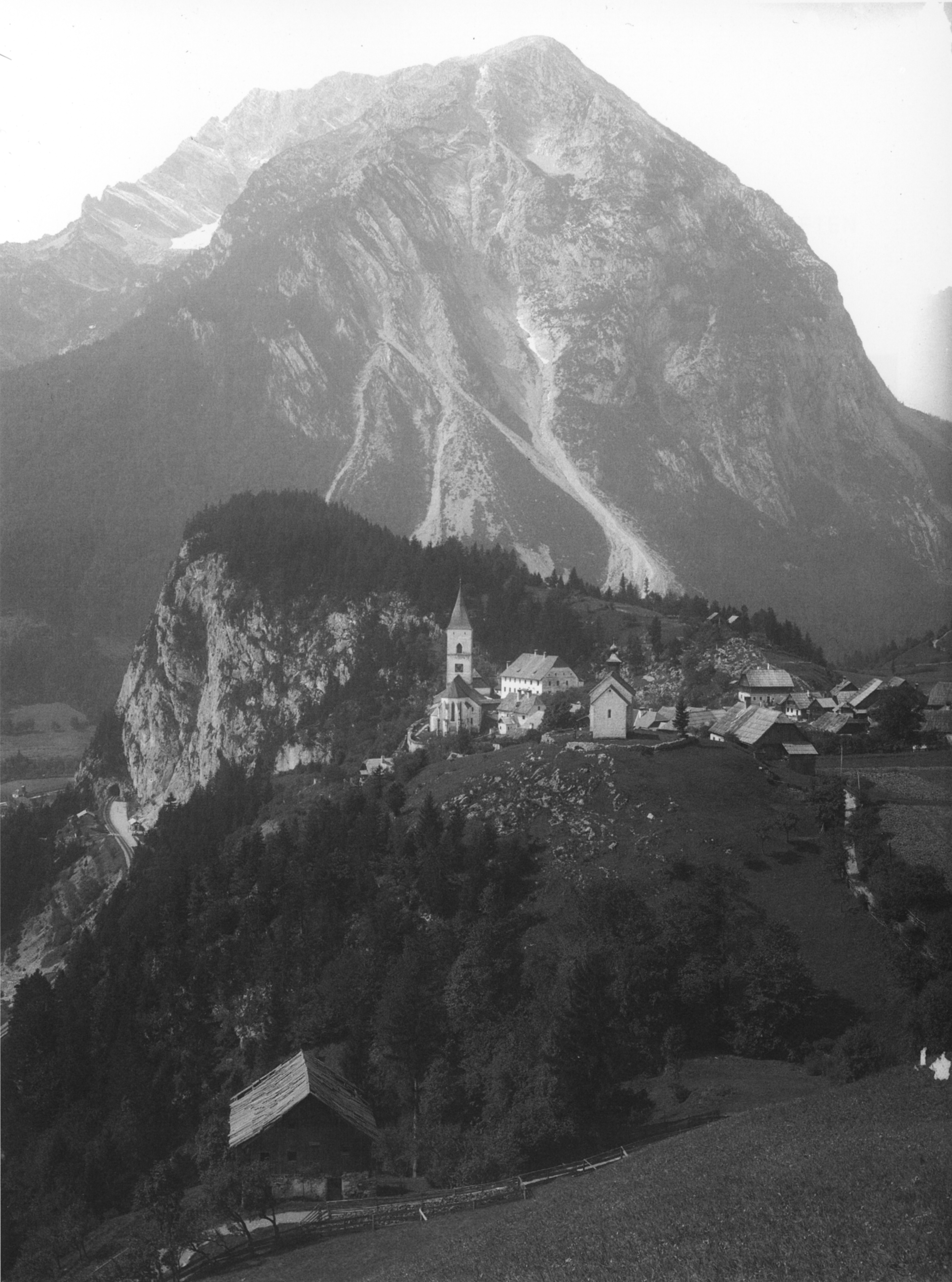
Una fotografia del 1908 del Pürgg e del Grimming